# Американский вариант английского языка

Статус английского языка в США по отдельным штатам.
Официальный язык
один из двух или нескольких официальных языков
de facto официальный язык (официальный язык отсутствует)
один из нескольких de facto официальных языков (официальный язык отсутствует)

Америка́нский вариа́нт англи́йского языка́ (америка́нский англи́йский, америка́нский диале́кт; англ. American English, аббр.: AmE, AE, AmEng, USEng; en-US) — языковой вариант английского языка, сложившийся на территории США.
Английский язык в США, равно как и в других регионах своего распространения, был привнесён в Северную Америку британскими колонистами (преимущественно англичанами) в XVII—XVIII веках, после чего под влиянием разнообразных внешних и внутренних факторов в нём развился целый ряд своеобразных черт на всех языковых уровнях. В самих США американский английский является родным для 80 % населения страны и имеет стандартный, закреплённый в образовательной системе и СМИ ряд свойств в области орфографии, грамматики, лексики. Тем не менее, он, равно как и английский вообще, не закреплён в федеральной конституции как официальный язык всех штатов, хотя фактически им является. С ростом испаноязычного населения, усилилось движение за придание американскому варианту английского языка государственного статуса, что уже достигнуто на уровне многих штатов. В 2025 году английский стал официальным языком США. После окончания Второй мировой войны именно значительный территориальный и количественный охват американского английского языка, подкреплённого значительными экономическими ресурсами США, помог английскому языку получить более широкое мировое значение и влияние на другие языковые системы.

## История английского языка в США
Английский язык был привезён в Северную Америку британскими колонистами в XVII—XVIII веках. К моменту начала крупномасштабной британской переселенческой колонизации здесь уже проживало значительное количество индейских народов — носителей огромного количества автохтонных языков. Помимо этого, местами уже успели сформироваться значительные группы романоязычных народов и сообщностей с родным испанским и в меньшей степени французским языком. Именно субстратное влияние этих языков на английский отчасти повлияло на американский английский, хотя индейское влияние было не таким значительным, в отличие от испанского языка в Мексике. Англоязычные группы продолжали преобладать в миграционном потоке в США вплоть до начала Войны за независимость в 1776 году, когда из 2,8 миллиона американцев абсолютное большинство (82 % белых) были англичанами-протестантами. Помимо этого, в США на начальном этапе прибыло заметное количество носителей других, преимущественно германских языков, среди которых наиболее выделялись нидерландский, немецкий, шведский, норвежский, а также носители кельтских языков: ирландского, валлийского и гэльского. Близость германских языков к английскому, а также усиливающееся двуязычие кельтских народов, большинство из которых уже тогда находилось под властью британской короны, привели к быстрой ассимиляции мигрантов, но их языки оказали влияние на некоторые тенденции в английском языке США.

## Хронологические факторы
Помимо иноязычного влияния, важным фактором являлись и хронологические рамки формирования языкового варианта языка в США: его базой в колониальный период послужила британская речь в период XVII—XVIII веков. После получения независимости, в условиях отсутствия средств массовой коммуникации, изменения, произошедшие в языке метрополии в XIX — начале XX веков (к примеру, утрата ретрофлексного /r/ после гласных), как правило, не нашли своего отражения в речи США, фонология и лексика которой, по-прежнему, носят архаичный характер.

## Лексические признаки
Американский английский создал тысячи слов и фраз, которые вошли как в общеанглийский (hitchhike, landslide), так и в мировой лексикон (окей, тинейджер).
Особое влияние на язык оказали существенные различия в жизни и быте колонистов в США и Великобритании. Иной климат, природа, окружение и быт привели к адаптации и возникновению в местном английском новых слов и понятий. В эту категорию входят слова, возникшие именно в США и не получившие распространения в Англии: названия растений и животных североамериканского континента (moose — «североамериканский лось» при английском elk, которое в США получило значение изюбрь), различных явлений, связанных с государственным и политическим строем США (dixiecrat — «демократ из южного штата»), с бытом американцев (drugstore — «аптека-закусочная»).
Особую группу составляют слова, которыми пользуются как в Англии, так и в США и в которых специфически американским является лишь одно из присущих им значений (market — «продовольственный магазин», career — «профессиональный»). Слово faculty в Англии употребляется в значении «факультет», а в Америке — «профессорско-преподавательский состав». Существительное pavement для англичанина означает «тротуар», а для американца — «мостовая». К разряду американизмов относятся также слова, которые в Англии превратились в архаизмы или диалектизмы, но по-прежнему широко распространены в США: fall — «осень» вместо франко-норманского autumn, apartment — «квартира» вместо flat, tardy — «запоздалый», railroad вместо railway — «железная дорога», subway вместо underground — «подземка, метро», и прочие.
В процессе заимствования некоторые американизмы в Британии подвергаются переосмыслению. Например, caucus — «закрытое собрание партийных лидеров» приобрело в Англии новое значение: «политика подтасовки выборов», «давление на избирателей» и пр.
Некоторое влияние оказали на лексикон американского английского и другие европейские языки.

### Испанизмы
Более интенсивно в США влияние испанского языка, особенно на юго-западе. Такие стандартные испанские и испанизированные индейские заимствования как adios, solo, rancho, buckaroo, tapas, tacos, guacamole, latino/a широко используются в речи и литературе для придания ей разного рода стилистических, иронических и прочих оттенков. Получили распространение и разного рода ложные испанизмы типа cheetos, doritos и т. д.

### Галлицизмы
Галлицизмы, широко представленные в английском языке в целом, имеют в американском английском несколько иную частотность. Наиболее часты канцеляризмы с французским суффиксом причастия [éе] контрастируемым с [er] для разграничения субъекта и объекта действия: tutor (репетитор) и tutee (ученик), employer (работодатель) и employee (служащий, работник).

### Германизмы
Влияние немецкого языка на американский английский было менее значительно, но довольно ощутимо. С одной стороны, немецкий язык, а точнее различные его диалекты, был родным для самой значительной волны иммигрантов. И сегодня около 20 % населения США (порядка 60 миллионов человек) имеют полное или частичное немецкое происхождение. С другой стороны, отсутствие официального статуса немецкого языка привело к сокращению его сферы влияния (сегодня только 1,5 миллиона американцев считают его родным). Немецкое влияние ощущается в некоторых словах и словарных переосмыслениях (например, «dumb» в значении глупый, ср. нем. dumm).

## Фонологические признаки

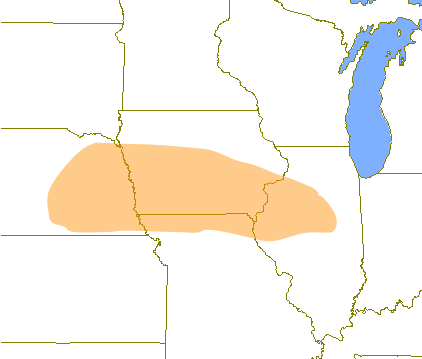
Область в США, где население говорит на General American

В США, как и в Великобритании, имеются различные произносительные диалекты (называемые региональными акцентами). В США нет официально утверждённого «правильного» акцента. Однако дикторами большинства общефедеральных СМИ (в первую очередь, CNN) используется так называемый General American accent. В качестве General American был выбран акцент Midwestern. Хотя на нём говорит очень малая доля населения США (штаты Небраска, Айова и Иллинойс), он понятен всем американцам. Из послевоенных президентов США на General American говорили Д. Эйзенхауэр, Р. Никсон, Дж. Форд, Р. Рейган и Б. Обама.
Ниже перечислены особенности, характерные сразу для многих региональных акцентов США. Большинство из этих особенностей имеют место и в General American. Но нет ни одной особенности, которая была бы характерна сразу для всех акцентов США и при этом отсутствовала бы в британском английском. Более того, на северо-востоке США есть диалекты, практически неотличимые по произношению от британского Received Pronunciation.
Характерной особенностью основного американского массива является сохранение архаичного ретрофлексного r в положении после гласных (произношение /r/ в таких словах как part или girl), что является также особенностью диалектов Ирландии, Шотландии и Юго-Восточной Англии (и в XVIII веке почти всей территории Англии). Исключения составляют некоторые регионы Юга, Новой Англии, Нью-Йорк, афроамериканский диалект и др.
Американский английский имеет меньше различий в гласных перед r, чем британский. Слова merry, marry и Mary говорящие на стандартном американском произносят одинаково (однако разница сохраняется во многих региональных акцентах США).
Длина гласных (обозначаемая через [ː]) менее важна в американском английском, чем в британском RP (где долгие гласные чаще всего заменяют пропавший звук [r]).

### Различия в произношении гласных

#### Переход гласных [ɔː] и [ɒ] в [ɑ]
Одна из наиболее типичных особенностей американского английского — переход во многих словах британских гласных [ɔː] (похожего на долгий русский «о») и [ɒ] (похожего на краткий русский «о», иногда обозначается [ɔ]) в звук [ɑ] (ближе к русскому «а», чем к «о») (сравните британское произношение слова «cop», [kɔp], и американское, [kɑp]).
Степень сдвига от [ɔː] и [ɒ] к звуку [ɑ] в разных словах разная (она зависит и от регионального акцента). Одни слова, которые в британском RP содержали звук [ɔː] или [ɒ], содержат тот же звук и в американском варианте (например, слова dog, long, chocolate), другие произносятся американцами в точности как [ɑ] в слове father (например, слова hot, dot, box), третьи занимают промежуточное положение. В частности, если в британском RP словосочетание «hot dog» произносится [hɒt dɒg] (приблизительно «хот дог»), то в стандартном американском (GA) это же словосочетание произносится [hɑːt dɒːg] (приблизительно «хат дог») или даже [hɑːt dɔːg], то есть буква «о» в словах hot и dog в стандартном американском произносится по-разному. (Но в некоторых региональных диалектах США можно услышать «хот дог» и даже «хат даг»).
В словарях, использующих IPA, «промежуточные» звуки не указываются. Если звук произносится ближе к [ɑ], то он и обозначается как [ɑ] (или [ɑː], если авторы хотят подчеркнуть долготу звука).
Из слов, которые в британском RP произносились с [ɔː] или [ɒ], чаще всего произносятся большинством американцев с [ɑ] (или близко к [ɑ]) в словах, содержащих буквосочетания wha, wa (например, what, want, wash), al (например, talk, call, hall), aw (например, thaw, saw, awkward), au (например, author, pause), ot (например, dot, hot, lot) и некоторые другие.
С другой стороны, слова, содержащие буквосочетания or (например, sport, lord, fork) и некоторые другие, практически никогда не произносятся американцами через [ɑ].
В результате «исчезновения» во многих словах гласного [ɔː], такие слова как cot и caught большинством американцев произносятся одинаково (т. н. cot-caught merger, так же распространённый в Канаде и в некоторых шотландских диалектах).
| Ключевое слово | RP | General American | Примеры                     |
| -------------- | -- | ---------------- | --------------------------- |
| KIT            | ɪ  | ɪ                | ship, rip, dim, spirit      |
| DRESS          | e  | ɛ                | step, ebb, hem, terror      |
| TRAP           | æ  | æ                | bad, cab, ham, arrow        |
| LOT            | ɒ  | ɑ                | stop, rob, swan             |
| STRUT          | ʌ  | ʌ                | cub, rub, hum               |
| FOOT           | ʊ  | ʊ                | full, look, could           |
| BATH           | ɑː | æ                | staff, clasp, dance         |
| CLOTH          | ɒ  | ɔ                | cough, long, laurel, origin |
| NURSE          | ɜː | ɝ                | hurt, term, work            |
| FLEECE         | iː | i                | seed, key, seize            |
| FACE           | eɪ | eɪ               | weight, rain, steak         |
| PALM           | ɑː | ɑ*               | calm, bra, father           |
| THOUGHT        | ɔː | ɔ~ɑ              | law, caught, talk           |
| GOAT           | əʊ | oʊ               | soap, soul, home            |
| GOOSE          | uː | u                | who, group, few             |
| PRICE          | aɪ | aɪ               | ripe, tribe, aisle, choir   |
| CHOICE         | ɔɪ | ɔɪ               | boy, void, coin             |
| MOUTH          | aʊ | aʊ               | pouch, noun, crowd, flower  |
| NEAR           | ɪə | ɪr               | beer, pier, fierce, serious |
| SQUARE         | ɛə | ɛr               | care, air, wear, Mary       |
| START          | ɑː | ɑr               | far, sharp, farm, safari    |
| NORTH          | ɔː | ɔr               | war, storm, for, aural      |
| FORCE          | ɔː | or               | floor, coarse, ore, oral    |
| CURE           | ʊə | ʊr               | poor, tour, fury            |

* если за ним нет /r/
Примечание: в речи примерно половины американцев (приблизительно запад и центр страны, Новая Англия) гласная в словах «THOUGHT» и «LOT» — одинаковая ([ɑ]), и таким образом в их речи слова cot и caught являются омофонами (так называемый cot-caught merger). В речи другой половины американцев гласные в словах «THOUGHT» и «LOT» — различны ([ɔ] и [ɑ] соответственно).

### Ударное скольжение и согласная [ɾ̃]
Характерной особенностью американского английского является т. н. ударное скольжение (flapping) — произношение звука [t] (и [d]) между двумя гласными как альвеолярного одноударного согласного [ɾ] (испанской r в слове pero, схожей по звучанию к русской пост-альвеолярной дрожащей р (как, например, в слове играть)). Это явление присутствует и в британском английском.
Звукосочетание -nt- между гласными (в словах типа twenty, Internet и center) произносится в американском английском обычно как звонкий альвеолярный носовой одноударный согласный (в транскрипции МФА [ɾ̃]), редкий звук, сочетающий в себе одновременно качества носового согласного («н») и альвеолярного одноударного согласного (испанской «r»).

### Палатализация
Тип палатализации, известный на английском как yod-coalescence (превращение кластеров [dj], [tj], [sj] и [zj] соответственно в [dʒ], [tʃ], [ʃ] и [ʒ]) — явление, общее для всех вариантов английского, и многие случаи подобной палатализации уже давно стали литературными (слова nature, pressure, measure не произносятся через [tj], [sj] и [zj] ни в одном из современных вариантов английского), однако в настоящее время он более типичен для британского английского.
Исчезновение кластера [tj] в таких словах как tune и Tuesday проходит в обоих вариантах английского; однако в большинстве американских диалектов [j] просто исчезает (т. н. yod-dropping), в результате чего эти слова звучат как toon и Toose-day, в то время как в разговорном британском эти слова звучат как choon и Choose-day (yod-coalescence).

## Орфографические признаки
Основные различия в британской и американской орфографии ведут своё начало от реформ Ноа Вебстера и его Американского словаря английского языка 1828 года.
Некоторые различия между американской и британской формами:
| Американская форма                         | Британская форма                           |
| ------------------------------------------ | ------------------------------------------ |
| color, favor, labor и т. д.                | colour, favour, labour                     |
| traveled, canceled и т. д.                 | travelled, cancelled                       |
| catalog, dialog и т. д.                    | catalogue, dialogue                        |
| theater, meter, center, saber и т. д.      | theatre, metre, centre, sabre              |
| defense, pretense и т. д.                  | defence, pretence                          |
| organize, analyze и т. д.                  | organise, analyse                          |
| math (сокр.)                               | maths (сокр.)                              |
| check (сущ.)                               | cheque (сущ.)                              |
| gray                                       | grey                                       |
| tire                                       | tyre                                       |
| maneuver, diarrhea, aluminum, polyethylene | manoeuvre, diarrhoea, aluminium, polythene |
| whiskey (US & Ireland)                     | whisky (Scottish)                          |
| program                                    | programme                                  |
| jail                                       | gaol (устар.)                              |

## Грамматические признаки
Говоря о недавно прошедших событиях, или при использовании слов «already», «just» и «yet», британский английский требует present perfect. Говорящие на американском английском в этих случаях преимущественно используют past simple, хотя оба варианта в американском английском считаются правильными.
«I’ve just arrived home.» / «I just arrived home.»
«I’ve already eaten.» / «I already ate.»
Частично это явление переходит и в британский английский (рекламный слоган «Cable broadband just got faster»).
В остальных случаях традиционное различие между present perfect и simple past соблюдается в обоих вариантах английского.

## Глаголы
Обозначение простого будущего времени в первом лице словом shall (I shall) практически исчезло из американского английского, и исчезает из британского, но ещё используется в формальном британском английском. Использование формы be going to для простого будущего (I’m going to see a doctor вместо I shall/will see a doctor) приблизительно в два раза распространённее в американском, чем в британском английском.
В ряде случаев в американском английском неправильные глаголы переходят в регулярное спряжение: spelt > spelled. В других случаях американский английский часто сохраняет нерегулярную форму глаголов, воспринимаемую в Британии как диалектизм или архаизм (например, get — gotten, sneak — snuck, dive — dove).

## Диалекты
Диалектная картина английского языка США отличается от положения в Великобритании. Несмотря на гораздо бо́льшую территорию, более высокая мобильность населения США предотвратила глубокое диалектное дробление, более характерное для Британских островов. Тем не менее, локальные различия в языке есть. В частности, различаются диалекты юга США, афроамериканский английский и его креолизированная разновидность гула, которую некоторые исследователи считают самостоятельным языком, диалекты Новой Англии и др.

## Влияние на международной арене
Учебные пособия по английскому языку и культура речи в большинстве стран мира в основном опираются на британский вариант (т. н. Received Pronunciation). Если взять для примера СССР, то на протяжении всей его истории в средней школе английский язык преподавался исключительно в его британском варианте. Сейчас уже невозможно определить, было ли это принято по идеологическим или каким-либо ещё причинам. С другой стороны, существуют страны (например, Филиппины), где преподаётся американский вариант.
Тем не менее, с 50-х — 60-х годов XX века отмечается усиленное проникновение американизмов в английскую речь британцев, австралийцев, новозеландцев, канадцев и ирландцев, а с 70-х годов, и особенно с 90-х — в речь иноязычных народов. Особенно интенсивно американизмы проникают в лексический состав языков с относительно небольшим количеством носителей, которые также используют латинский алфавит (французский, итальянский, польский и др.), а также в другие германские языки (нидерландский, немецкий, шведский, датский и др.). Менее подвержены этому процессу испанский язык (где предпочтение по традиции отдаётся неолатинизмам), а также языки с нелатинским алфавитом (русский) и китайский язык (где распространено словосложение исконных элементов). Гуманитарная интеллигенция, представляющая целый ряд стран, в последнее время выражает обеспокоенность бесконтрольным наплывом немотивированных американизмов при наличии равноценных эквивалентов в этих языках. В ряде языков для контроля над притоком американизмов используются пуризм и калькирование (ср. «courriel» или «sähköposti» для замены «e-mail» во французском и финском языках соответственно).